# (3039) Yangel
(3039) Yangel (1978 SP2) – planetoida z grupy pasa głównego asteroid okrążająca Słońce w ciągu 4,09 lat w średniej odległości 2,56 j.a. Odkryta 26 września 1978 roku.